# بصريات

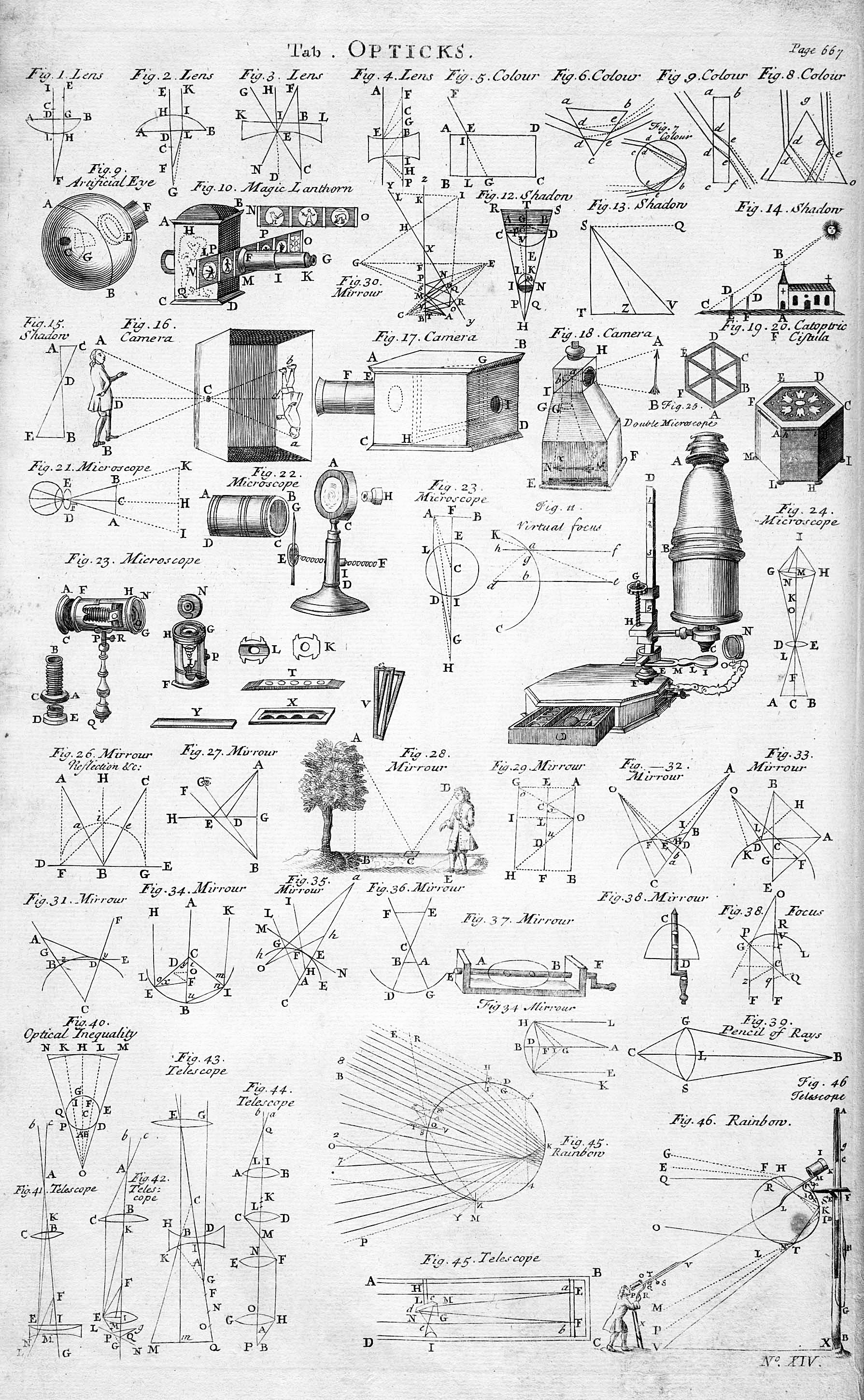
جدول مخصص لعلم البصريات من عام 1728.

البصريات أو علم المناظر هو فرع من الفيزياء يدرس سلوك وخصائص الضوء، بما في ذلك تفاعلاته مع المادة وبناء الأدوات التي تستخدمه أو تكتشفه. تصف البصريات عادةً سلوك الضوء المرئي والأشعة فوق البنفسجية والأشعة تحت الحمراء. الضوء هو نوع من الإشعاع الكهرومغناطيسي. تتمتع الأشكال الأخرى من الإشعاع الكهرومغناطيسي مثل الأشعة السينية وأشعة الميكروويف وموجات الراديو بخصائص مماثلة.
يمكن تفسير معظم الظواهر البصرية باستخدام الوصف الكهرومغناطيسي الكلاسيكي للضوء، ولكن غالبًا ما يكون من الصعب تطبيق الأوصاف الكهرومغناطيسية الكاملة للضوء عمليًا. عادةً ما يتم إجراء البصريات العملية باستخدام نماذج مبسطة. أكثر هذه البصريات شيوعًا هو البصريات الهندسية، التي تتعامل مع الضوء على أنه مجموعة من الأشعة التي تنتقل في خطوط مستقيمة وتنحني عندما تمر عبر الأسطح أو تنعكس عنها. البصريات الفيزيائية هي نموذج أكثر شمولًا للضوء، والذي يتضمن تأثيرات موجية مثل الحيود والتداخل الذي لا يمكن حسابها في البصريات الهندسية. تاريخيًا، تم تطوير نموذج الضوء المعتمد على الأشعة أولًا، يليه النموذج الموجي للضوء. أدى التقدم في النظرية الكهرومغناطيسية في القرن التاسع عشر إلى اكتشاف أن موجات الضوء هي في الواقع إشعاع كهرومغناطيسي.
تعتمد بعض الظواهر على أن للضوء خصائص موجية وخصائص جسيمية. يتطلب تفسير هذه التأثيرات علم ميكانيكا الكم. عند النظر في خصائص الضوء الشبيهة بالجسيمات، يتم نمذجة الضوء على أنه مجموعة من جسيمات تسمى «الفوتونات». تتعامل البصريات الكمومية مع تطبيق ميكانيكا الكم على الأنظمة البصرية.
ترتبط العلوم البصرية بالعديد من التخصصات ذات الصلة وتُدرس في علم الفلك ومختلف المجالات الهندسية والتصوير الضوئي والطب (خاصة طب العيون وتصحيح البصر، حيث يطلق عليه البصريات الفسيولوجية). توجد التطبيقات العملية للبصريات في مجموعة متنوعة من التقنيات اليومية، بما في ذلك المرايا والعدسات والتلسكوبات والمجاهر وأشعة الليزر والألياف الضوئية.

## نظرة تاريخية
بدأت البصريات مع تطوير العدسات من قبل قدماء المصريين وبلاد الرافدين. يرجع تاريخ أقدم العدسات المعروفة، المصنوعة من الكريستال المصقول، غالبًا من الكوارتز، إلى عام 2000 قبل الميلاد في جزيرة كريت (المتحف الأثري في هيراكليون، اليونان). يعود تاريخ العدسات من رودس نحو 700 قبل الميلاد، وكذلك العدسات الآشورية مثل عدسة نمرود. قام الرومان واليونانيون القدماء بملء الكرات الزجاجية بالماء لصنع العدسات. وأعقب هذه التطورات العملية تطور نظريات الضوء والرؤية لدى الفلاسفة اليونانيين والهنديين القدماء، وتطور البصريات الهندسية في العالم اليوناني الروماني.
انقسمت الفلسفة اليونانية في مجال البصريات إلى نظريتين متعارضتين حول آلية الرؤية، نظرية الولوج ونظرية الانبعاث. وفقًا لنظرية الولوج، تبعث الأجسام نسخًا من نفسها (تُسمى eidola) باتجاه بالعين. يبدو أن لهذه النظرية، مع العديد من مؤيديها، ومن بينهم ديمقريطس وأبيقور وأرسطو وأتباعهم، بعض الصلة مع النظريات الحديثة حول ماهية الرؤية الحقيقية، لكنها ظلت مجرد تكهنات تفتقر إلى أي أساس تجريبي.
صاغ أفلاطون لأول مرة نظرية الانبعاث، وهي فكرة أن الإدراك البصري يتم عن طريق الأشعة المنبعثة من العين. علق أيضًا على آلية عكس المرايا للأجسام في كتاب طيماوس. بعد نحو مئة عام، كتب إقليدس (بين القرنين الرابع والثالث قبل الميلاد) أطروحة بعنوان البصريات، حيث ربط الرؤية بالهندسة، مؤسسًا علم البصريات الهندسية. بنى عمله على نظرية الانبعاث لأفلاطون حيث وصف القواعد الرياضية للمنظور ووصف تأثيرات الانكسار نوعيًا، على الرغم من أنه شكك في أن شعاع الضوء من العين يمكن أن يضيء النجوم على الفور في كل مرة يرمش فيها شخص ما. ذكر إقليدس مبدأ أقصر مسار للضوء، واعتبر الانعكاسات المتعددة على المرايا المسطحة والكروية. طرح بطليموس، في أطروحته البصريات، نظرية الامتداد والدخول للرؤية: الأشعة (أو التدفق) من العين شكلت مخروطًا، قمته داخل العين، وتحدد قاعدته المجال البصري. وفقًا لهذه النظرية، الأشعة حساسة، وتنقل المعلومات إلى عقل الراصد حول مسافة الأسطح واتجاهها. لخص بطليموس الكثير من أفكار إقليدس واستمر في وصف طريقة لقياس زاوية الانكسار، على الرغم من أنه فشل في رصد العلاقة التجريبية بينها وبين زاوية السقوط. وصف بلوتارخ (بين القرنين الأول والثاني بعد الميلاد) الانعكاسات المتعددة على المرايا الكروية وناقش تكون صور مكبرة ومصغرة، حقيقية وخيالية، بما في ذلك حالة عدم تناظر الصور.
خلال العصور الوسطى، أُعيد إحياء الأفكار اليونانية حول البصريات وتوسيع نطاقها من قبل الكُتاب في العالم الإسلامي. كان الكندي (801–873) من أوائل هؤلاء العلماء الذي كتب عن مزايا الأفكار الأرسطية والإقليدية في مجال البصريات، مفضلًا نظرية الانبعاث لأنها يمكن أن تحدد الظواهر البصرية بشكل أفضل. في عام 984، كتب عالم الرياضيات الفارسي ابن سهل أطروحة «حول المرايا والعدسات المحترقة»، واصفًا بشكل صحيح قانون الانكسار المعادل لقانون سنيل. استخدم هذا القانون لحساب الأشكال المثالية للعدسات والمرايا المنحنية. في أوائل القرن الحادي عشر، كتب ابن الهيثم كتاب البصريات الذي استكشف فيه الانعكاس والانكسار واقترح نظامًا جديدًا لتفسير الرؤية والضوء يعتمد على الرصد والتجربة. رفض نظرية الانبعاث، وطرح بدلًا من ذلك فكرة أن الضوء ينعكس في جميع الاتجاهات في خطوط مستقيمة عن جميع الأشياء التي يتم رؤيتها ثم يدخل العين، على الرغم من أنه لم يتمكن من شرح كيفية التقاط العين للأشعة بشكل صحيح. تم تجاهل عمل ابن الهيثم إلى حد كبير في العالم العربي، لكن تُرْجِمَت أعماله إلى اللاتينية نحو عام 1200، وقام الراهب البولندي ويتيلو بتلخيص وتوسيعه الترجمات، ما جعل أعماله عن البصريات في أوروبا مرجعًا أساسيًا على مدار الـ 400 عام القادمة.
في القرن الثالث عشر في أوروبا العصور الوسطى، كتب الأسقف الإنجليزي روبرت جروسيتيست عن مجموعة واسعة من المواضيع العلمية، وناقش الضوء من أربع وجهات نظر مختلفة: نظرية المعرفة للضوء وما وراء طبيعة أو النشأة الكونية للضوء ومسببات أو فيزياء الضوء وفلسفة الضوء ولاهوت الضوء، مستندًا على أعمال أرسطو وأفلاطون. كتب تلميذ جروسيتي الأكثر شهرة، روجر بيكون، أعمالًا تستشهد بمجموعة واسعة من الأعمال البصرية والفلسفية المترجمة مؤخرًا، بما في ذلك أعمال ابن سينا وأرسطو وابن رشد وإقليدس والكندي وبطليموس وتايدوس وقسطنطين الأفريقي. استخدم بيكون قطوعًا من كرات زجاجية كعدسات مكبرة لإثبات أن الضوء ينعكس من الأشياء بدلًا من الانبعاث منها.
اختُرعت أولى النظارات يمكن ارتداؤها في إيطاليا نحو عام 1286. كانت هذه بداية الصناعة البصرية لتجليخ وتلميع العدست، أولًا في البندقية وفلورنسا في القرن الثالث عشر، وبعد ذلك في مراكز صنع النظارات في كل من هولندا وألمانيا. ابتكر صانعو النظارات أنواعًا محسنة من العدسات لتصحيح الرؤية استنادًا على المعرفة التجريبية المكتسبة من مراقبة تأثيرات العدسات بدلًا من استخدام النظرية البصرية البدائية السائدة في ذلك الوقت (التي لم تتمكن في المعظم من شرح كيفية عمل النظارات بشكل كافٍ). أدى هذا التطور العملي والإتقان والتجريب في مجال العدسات بشكل مباشر إلى اختراع المجهر الضوئي المركب نحو عام 1595، والتلسكوب الكاسر في عام 1608، كلاهما في مراكز صناعة النظارات في هولندا.

## البصريات الكلاسيكية
تنقسم البصريات الكلاسيكية إلى فرعين رئيسيين: البصريات الهندسية والبصريات الفيزيائية.

### البصريات الهندسية

انعكاس وانكسار أشعة الضوء

البصريات الهندسية، أو أشعة البصريات، ويصف انتشار الضوء من حيث «الأشعة» التي تتجه في خطوط مستقيمة، ومسارات تخضع لقوانين الانعكاس والانكسار. تم اكتشاف هذه القوانين تجريبيا بقدر ما يعود إلى عام 984، واستخدمت من ذلك الحين وحتى اليوم في تصميم أدوات ومكونات بصرية. ويمكن تلخيصها على النحو التالي:
- عندما يصطدم شعاع من الضوء بين مادتين شفافتين، ينقسم إلى انعكاس وشعاع منكسر.
- قانون الأنعكاس يقول أن انعكاس الأشعة يكمن في زاوية السقوط، وأن زاوية الانعكاس تساوي زاوية السقوط.
- قانون الأنكسار يقول أن انكسار الأشعة يكمن في زاوية السقوط، وجيب زاوية الانكسار مقسوما على جيب الزاوية الإصابة هو ثابت.

{\displaystyle {\frac {\sin {\theta _{1}}}{\sin {\theta _{2}}}}=n}
حيث n هو ثابت لأي مادتين ولون معين من الضوء. كما هو معروف في معامل الانكسار.
ويمكن اشتقاق قوانين الأنعكاس والأنكسار من مبدأ فيرما الذي نص على أن تتخذ مسار بين نقطتين من قبل شعاع الضوء هو المسار الذي يمكن اجتيازه في أقل وقت.

## الضوء المرئي
يمكن تعريف هذا المدى من طيف الموجات الكهرومغناطيسية بأنه ذلك الطيف الذي يمكن أن يؤثر في العين فتحس الرؤية ويبدأ المدى باللون البنفسجي وينتهى ياللون الأحمر ونظراً لأن حساسية العين تختلف باختلاف طول موجه الأشعة الضوئية المستقبلة فهي قادرة على التمييز بين الألوان المختلفة وتكون حساسية العين أكبر ما يمكن عند الطول الموجي الذي يقع بين الأخضر والأصفر وتقاس أطوال الموجات الضوئية بوحدات صغيرة جداً مثل الميكرومتر والنانومتر والأنجستروم.

### مواضيع البصريات التقليدية

رسوم متحركة توضح مفهوم تشتت الضوء في المنشور

- موازي تلقائي
- الزيغ
- الاتساق
- الانحراف
- مسدد
- التفرق
- تشويه
- تصنيع واختبار (العناصر البصرية)
- مبدأ فيرما
- بصريات فورييه
- متدرجة مؤشر بصريات
- عدسة البصرية وتصميم
- البصرية القرار
- الاستقطاب
- راي (البصريات)
- تتبع راي
- التأمل
- الانكسار
- التبعثر
- موجة
- البصريات الهندسية :
  - عدسات
  - المرايات
  - صناعة العدسات
  - الموشورات

### مواضيع البصريات الحديثة
- بصريات مكيفة
- ازدواج اللون الدائري
- بصريات بلورية
- حيود
- موجه الموجات
- تصوير تجسيمي
- Integrated optics
- مصفوفة جونز
- ليزر
- Micro-optics
- Non-imaging optics
- بصريات لاخطية
- Optical modeling and simulation methods
- Optical pattern recognition
- حوسبة ضوئيةs
- قياس ضوئي
- ضوئيات
- بصريات الكم
- قياس الإشعاع
- Statistical optics
- Stray light
- بصريات الاغشية الرقيقة
- X-ray optics

## حقول البصريات الأخرى
- لون
- Illumination engineering
- معالجة الصور الرقمية
- نظرية المعلومات
- Linear optics
- رؤية آلية
- Materials science - optical properties
- اتصالات ضوئية
- حوسبة ضوئيةs
- قرص بصري
- Optical display system
- ارتجاع بصري
- تمييز الأنماط
- Photography (science of)
- فيزياء حرارية — إشعاع حراري
- جهاز الرؤية

### جمعيات
- جمعية البصريات الأمريكية